# Rundt om Schmidt
Rundt om Schmidt (originaltitel About Schmidt) er en amerikansk sort komediefilm fra 2002, instrueret af Alexander Payne og med Jack Nicholson i hovedrollen som Warren Schmidt og Hope Davis som hans datter Jeannie. Den er baseret på en roman fra 1996 med samme navn skrevet af Louis Begley.